# Zlatá Koruna (stacja kolejowa)
Zlatá Koruna – stacja kolejowa w miejscowości Zlatá Koruna, w kraju południowoczeskim, w Czechach. Znajduje się na linii 194 Czeskie Budziejowice – Černý Kříž, na wysokości 540 m n.p.m..  

## Linie kolejowe
- 194: Czeskie Budziejowice – Černý Kříž